# 山形県立うきたむ風土記の丘考古資料館
山形県立うきたむ風土記の丘考古資料館（やまがたけんりつうきたむふうどきのおかこうこしりょうかん）は、山形県東置賜郡高畠町にある考古学系の博物館である。

## 概要
まほろば古の里歴史公園内に位置。旧石器時代から、縄文時代、弥生時代を経て古墳時代に至る資料を展示。山形県内では一番古いとされる飯豊町の上屋地遺跡出土の石器（旧石器時代）、縄文時代草創期の遺物を含む、高畠町の日向洞窟（国の史跡）の出土品、漆塗りの土器を含む押出遺跡出土品（縄文時代、国の重要文化財）などを見ることができる。
うきたむは、日本書紀に現れる置賜の古地名である。

## 主な展示品・コーナー
- 置賜のあけぼの
- 大谷地をかこむ遺跡
- 縄文のタイムカプセル

など

## 入館料[3]
- 個人
  - 大人 200円、大学生 100円
- 団体（20人以上）
  - 大人 150円、大学生 70円

高校生以下は無料。
身体障害者手帳、精神障害者保健福祉手帳及び療育手帳を持参の方と観覧するために必要と認められる付添人の方は無料。

## 開館時間[3]
- 午前9時30分-午後4時30分
  - 入館は午後4時まで

## 休館日[3]
- 月曜日
- 国民の祝日[4]
- 年末年始（12月29日〜1月4日）

## アクセス[3]
- JR高畠駅および赤湯駅からタクシーで約15分